# 愛嶋リーナ
愛嶋 リーナ（あいしま リーナ、1986年6月8日 - ）は、日本のAV女優。別名・麻美 ゆい（麻美 唯）、深津 ロア（深津 呂亞）。
東京都出身。父親が日本人で母親がフィリピン人のハーフ。
血液型:A型、身長155cm、スリーサイズはB83・W53・H81、Eカップ。

## 略歴
- 2007年 - 『FACE NEW FACE』でAVデビュー。

## 出演作品
2007年
- FACE NEW FACE（3月1日、アイデアポケット）
- FUCK THE MISSION（4月1日、アイデアポケット）
- BODY CONSCIOUS（5月1日、アイデアポケット）
- MONGOOSE（6月1日、アイデアポケット）
- BE POP HIGH SCHOOL（7月1日、アイデアポケット）
- BEACH GIRL（8月1日、アイデアポケット）
- SOAP SECRET（9月1日、アイデアポケット）
- MOSAICLESS（10月1日、アイデアポケット）
- ORGASM BOOSTER（11月1日、アイデアポケット）
- SANTA BITCH WORLD!（12月1日、アイデアポケット）

2008年
- BEST HIT！ HIGH SCHOOL!（2月1日、アイデアポケット）他多数出演
- フェラチオの女神様 三つ星フェラ抜きベスト集（4月1日）他多数出演
- E.F.B EROGAL FUCK BATTLE 2 No.1エロギャル集団ファックバトル（7月15日、ネクストグループ）他出演:上原まみ、石原レイナ、百瀬若菜
- No.1 CABA GAL 攻略!!巨乳現役キャバ嬢in六本木（8月15日、ネクストグループ）他出演:上原まみ
- 美女達の究極モザイクFUCK BEST（9月1日、アイデアポケット）他多数出演

2009年
- カワイイ子だけに中出ししちゃいました。 4時間 4（1月9日、TMA）他多数出演
- 日めくりオナニーカレンダー（8月1日、アイデアポケット）他多数出演

2010年
- 私をスケベと言わないで!!（1月25日、プラネットプラス）他多数出演
- 美女が導く極上の筆おろし体験!童貞なんて恐くない8時間スペシャル!（4月1日、アイデアポケット）他多数出演
- アイポケだったら、100人イッてもだーいじょうぶ!（10月1日、アイデアポケット）他多数出演
- IPコスチューム祭!変身だらけのコスプレ100変化24時間スペシャル（11月1日、アイデアポケット）他多数出演

2011年
- ハーフ美女に中出し 愛嶋リーナ（1月29日、FC2動画）
- 野外でしようよ!（2月1日、アイデアポケット）他多数出演
- IP SUPER GIRLS BEST（10月1日、アイデアポケット）他多数出演